# Demarziella sylvestris
Demarziella sylvestris là một loài bọ cánh cứng trong họ Bọ hung (Scarabaeidae).